# Cursa Pedals de Clip

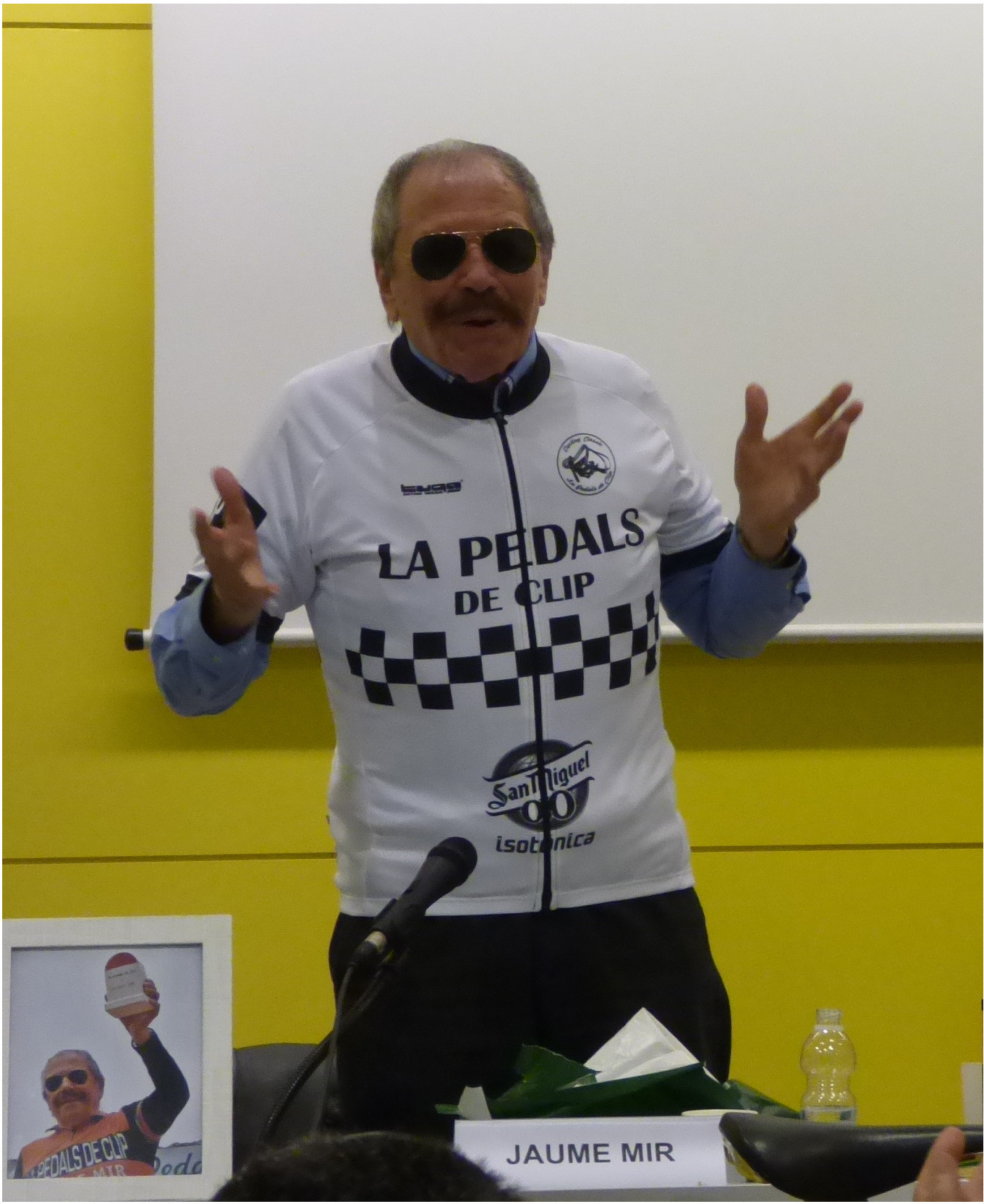
Jaume Mir amb el mallot de la Pedals de Clip

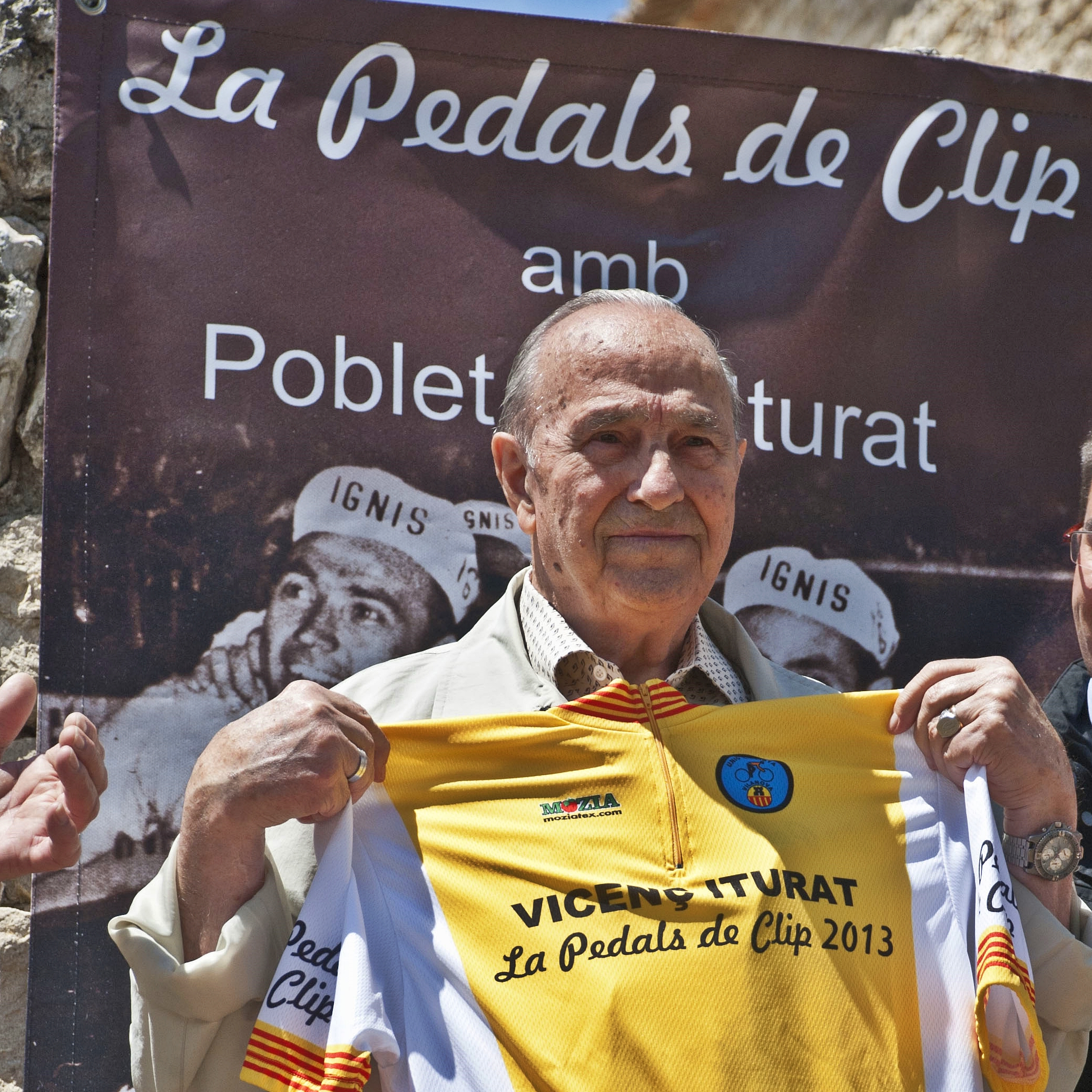
Vicenç Iturat amb el mallot de la Pedals de Clip

La Cursa Pedals de Clip és una marxa o ruta cicloturista de bicicletes clàssiques de carretera que es disputa per la comarca del Penedès des de l'any 2010. La marxa és de caràcter no competitiu. La marxa és organitzada per la Unió Ciclista Vilanovina i l'Ajuntament de Sant Martí Sarroca.
Per poder-hi participar s'ha de fer amb una bicicleta anterior de l'any 1987 amb pedals de clip, cablejat del fre per sobre del manillar i manetes de canvi al quadre. També s'hi pot participar amb quadres més nous però que aquests tinguin un estil retro i vagin equipades amb components originals de l'època (canvi, manillar, pedals, etc …).
La ruta consta de dues modalitats, la llarga d'uns 70-80 quilòmetres i la curta d'uns 40-50 quilòmetres, aproximadament. El recorregut és per carreteres estretes i pistes rurals asfaltades amb poc trànsit de les províncies de Barcelona i Tarragona. L'any 2018 es va afegir la cronoescalada, que se celebrava el dia d'abans. La prova comença al poble de Sant Martí Sarroca i puja al Castell de Sa Roca.
El cicloturisme clàssic és una modalitat de ciclisme que s'està practicant en altres països d'Europa, sobretot França i Itàlia.
L'edició de l'any 2020 es va ajornar per l'estat de pandèmia COVID-19.

## Ciclistes homenatjats
Cursa la Pedals de Clip de 2014
- Jaume Mir Ferri

Cursa la Pedals de Clip de 2017
- Pedro Muñoz Machín Rodríguez
- Ismael Lejarreta Arrizabalaga
- Marta Vilajosana Andreu

Cursa la Pedals de Clip de 2018
- Peio Ruiz Cabestany
- Pere Muñoz
- Jordi Mariné i Tarés
- Àngel Ibañez Lahoz
- Josep Florencio